# Кармазін Юрій Анатолійович
Ю́рій Анато́лійович Карма́зін (21 вересня 1957, м. Звенигородка, Черкаська область — 9 листопада 2022) — український юрист, політичний діяч, Народний депутат України 2-го, 3-го, 4-го, 6-го скликання.
З травня 1999 — голова Партії захисників Вітчизни. З липня 2001 — співголова Народно-патріотичного об'єднання «За Україну». Радник Президента України (липень — серпень 2007). Заслужений юрист України (1996). Державний радник юстиції 3 класу.

## Біографія
Народився 21 вересня 1957 року у м. Звенигородці Черкаської області.
Освіта: Одеський національний університет імені І. І. Мечникова, юридичний факультет (1976—1981), юрист.
1974 — липень 1976 — робітник Смілянського міськпобуткомбінату.
1976—1981 — студент Одеського державного університету імені І. І. Мечникова.
Грудень 1980—1982 — помічник прокурора Центрального району міста Одеси.
1982—1984 — помічник прокурора Одеської області.
1984—1985 — заступник спеціального прокурора Одеської області.
Листопад 1985 — серпень 1992 — прокурор Приморського району міста Одеси.
З липня 1992 — суддя Одеського обласного суду.
З липня 1994 — голова слідчої комісії в справі АСК «Бласко».

## Політична діяльність
Народний депутат України 2-го скликання з 11 травня 1994 до 12 травня 1998. Обрано у Приморському виборчому окрузі № 299, Одеської області, висунутий трудовим колективом. На час виборів: суддя Одеського обласного суду, позапартійний. У першому турі: явка виборців склала — 56,3 %, «за» проголосували — 15,17 %. У другому турі: явка — 52,1 %, «за» — 60,29 %. 23 суперники (основний — Анатолій Вассерман).
З січня 1996 — заступник голови Одеської обласної організації Конгресу української інтелігенції.
Народний депутат України 3-го скликання з 12 травня 1998 до 14 травня 2002. Обрано у виборчому окрузі № 134, Одеської області. Явка — 65,0 %, «за» проголосувало 40,0 %. Обрано з 19 претендентів. На час виборів — народний депутат України. Член фракції «Громада» (травень 1998 — лютий 2000), позафракційний (лютий — липень 2000), член групи «Солідарність» (з липня 2000). Голова Комітету Верховної Ради України з питань законодавчого забезпечення правоохоронної діяльності та боротьби з організованою злочинністю і корупцією (липень 1998 — лютий 2000), голова Комітету з питань боротьби з організованою злочинністю і корупцією (з лютого 2000).
Кандидат у Президенти України на виборах 1999. У першому турі отримав 90793 голосів виборців (0,35 %) — 10-е місце серед 13-и претендентів.
Обирався депутатом Одеської обласної ради народних депутатів; двічі — депутатом Приморської районної ради народних депутатів міста Одеси.
Член юридичної служби Громадянського комітету захисту Конституції «Україна без Кучми» (лютий 2001).
Народний депутат України 4-го скликання з 14 травня 2002 до 25 травня 2006) від виборчого блоку політичних партій «Блок Віктора Ющенка „Наша Україна“», № 17 в списку. На час виборів: народний депутат України, безпартійний. Член фракції «Наша Україна» (15 травня 2002 — 7 вересня 2005), фракції політичної партії Народний Союз «Наша Україна» (з 7 вересня 2005). Голова підкомітету з питань законотворчості, систематизації законодавства та його відповідності міжнародному праву Комітету з питань правової політики (з 12 червня 2002).
Був членом фракції «Наша Україна» до травня 2006 року. На виборах 26 березня 2006 року балотувався в народні депутати України від «Блоку Юрія Кармазіна», № 1 в списку. До Парламенту — не потрапив (Блок набрав 0,65 % голосів виборців).
Крім участі у виборах до Парламенту, на виборах 26 березня 2006 року, Юрій Кармазін також був кандидатом на посаду міського голови м. Києва від «Блоку Юрія Кармазіна» — отримав 4-те місце із 5,45 % голосів виборців.
Народний депутат України 6-го скликання з 23 листопада 2007 від Блоку «Наша Україна — Народна Самооборона», № 58 у списку. На час виборів: голова Партії захисників Вітчизни. Член фракції Блоку «Наша Україна — Народна Самооборона» (з 23 листопада 2007). Перший заступник голови Комітету з питань правосуддя (з 26 грудня 2007).
У виборах до Парламенту 2012 року — участі не брав, оскільки ЦВК відмовив йому у реєстрації.
У 2005 році Юрій Кармазін в інтерв'ю газеті «Бульвар» заявив, що виступає проти прем'єр-міністра Януковича, і в одній країні з ним жити не стане. У тому ж інтерв'ю він розповідав, як йому явилася вища сила, яка надала йому інструкції для подальшої діяльності.
У лютому 2016 року Кармазін став одним з організаторів руху «Революційні праві сили», які намагалися організувати «Третій майдан» та закликали до повалення чинної влади.
У січні 2018 року Юрій Кармазін провів пресконференцію, на якій надав документи, що начебто підтверджують зв'язок між компанією ICU та американським фінансистом, заступником голови інавгураційної комісії Дональда Трампа Еліотом Броуді. У компанії ICU спростували цю інформацію та подали на Кармазіна до суду за наклеп. Лише у квітні 2021 року, за повідомленням пресслужби компанії ICU стало відомо, що Верховний суд залишив в силі постанову Північного апеляційного господарського суду, який визнав вину громадської організації «Інститут Права і Суспільства» (президент і співзасновник — Юрій Кармазін) в поширенні інформації про групу ICU.

Могила Юрія Кармазіна, Байкове кладовище

У травні 2018 року Ю. Кармазін був обраний так званим гетьманом козацтва всієї України.
11 березня 2022 року, через власний канал на YouTube, звернувся до Президента України Володимира Зеленського з вимогою називати війну війною та прийняти проект закону 7114 Про оголошення стану війни, згідно з пунктом 19 статті 106 Конституції України.
Був одружений, виховав двох доньок (1982 та 1998 років народження). Помер 9 листопада 2022 року. Похований на Байковому кладовищі (ділянка № 27а).

## Благодійна діяльність
В 1987—1991 роках надавав значну допомогу у правовому захисті і в забезпеченні приміщеннями ряду благодійних установ першої в СРСР неурядової благодійної організації — Фонду соціальної допомоги імені доктора Ф. П. Гааза.

## Статистика
За статистикою, Юрій Кармазін був найактивнішим депутатом Верховної Ради 4-го скликання за такими показниками:
- кількість виступів з місця — 1073 (при тому, що середньостатистичний показник депутатів 4-го скликання становив ~40 виступів);
- кількість виступів з трибуни — 1093 (проти середньостатистичних ~28 виступів);
- кількість депутатських запитів — 901 (проти середньостатистичного ~31 запита).

За статистикою 6-го скликання на 25 серпня 2011[джерело?]:
- кількість виступів з місця — 2218;
- кількість виступів з трибуни — 564;
- кількість депутатських запитів — 343.

## Нагороди
- Заслужений юрист України (1996).
- Почесний працівник прокуратури України.
- Почесна відзнака Голови Одеської обласної державної адміністрації[29].